# Stewarcja chińska
Stewarcja chińska (Stewartia sinensis) – gatunek rośliny z rodziny herbatowatych (Theaceae), występująca we wschodniej części centralnych Chin w prowincjach Anhui, Hubei, Jiangxi, Syczuan, Zhejiang. Rośnie tam w cieplejszych, niższych i zalesionych położeniach górskich (850 – 1450 m).

## Morfologia

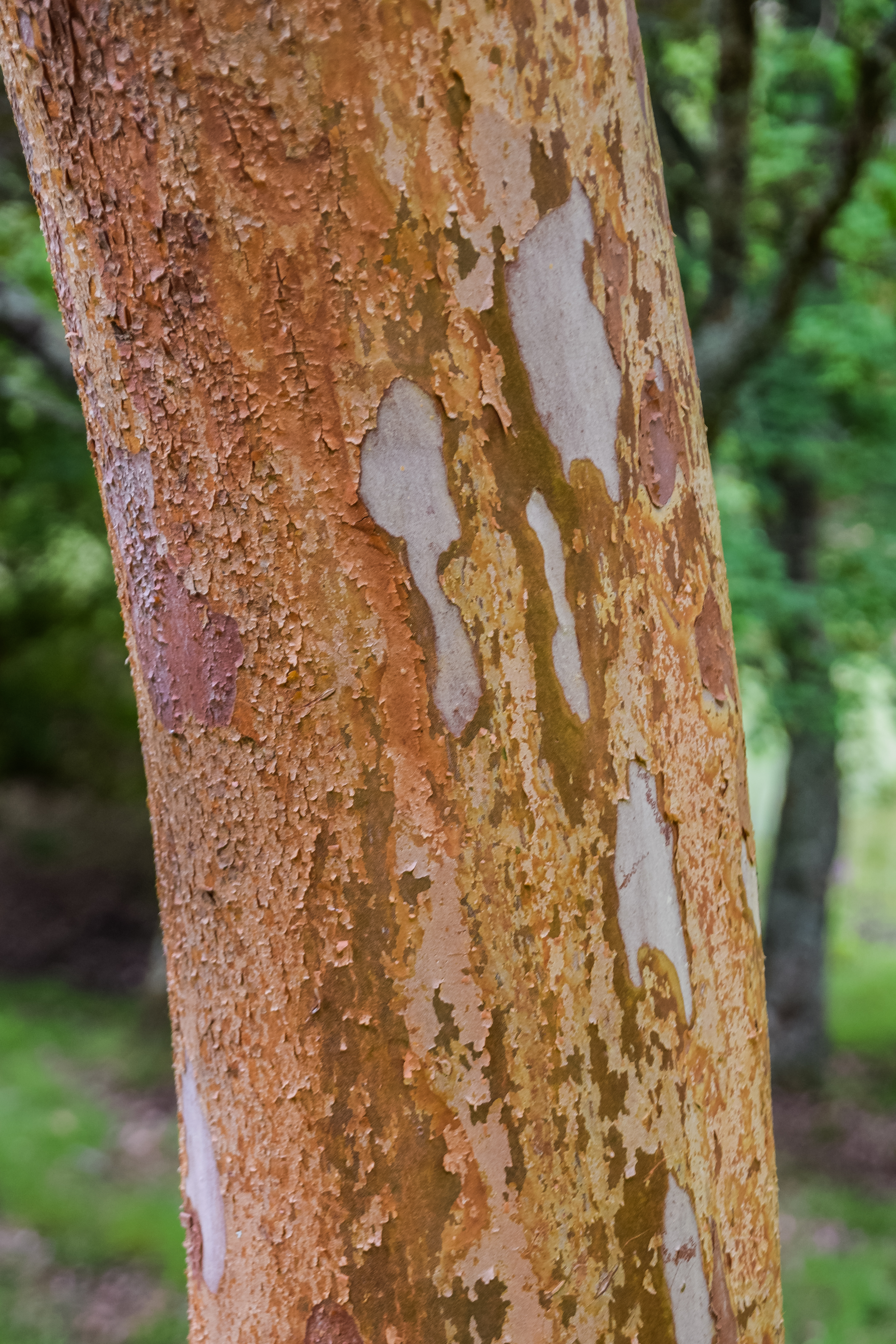
Kora

PokrójMałe drzewko albo duży krzew, trochę mniejszych rozmiarów niż stewarcja kameliowata. Osiąga wysokość do 9 m.
PieńKorowina podobna do kory stewarcji kameliowatej, mniej ozdobna i łuszcząca się. Stewarcja chińska jest najczęściej wielopniowa.
LiścieSezonowe, jajowate o ostrych końcach, całobrzegie lub lekko karbowane i ciemnozielone. Przebarwiają się na kolor żółty, czerwony, a nawet purpurowy.
KwiatyMiseczkowate, wyrastające pojedynczo, średniej wielkości (4 – 5 cm), barwy białej lub kremowej. Nitki pręcikowe żółto-zielone. Pręciki brązowe. Kwitnienie jest długie i zaczyna się dosyć późno (sierpień).
OwoceDrewniejące, pięciokanciaste torebki.

## Zastosowanie
Roślina ozdobna sadzona jako soliter lub w grupach razem z różanecznikami, które mają podobne wymagania glebowe. Ma takie same wymagania jak stewarcja kameliowata. Jest od niej mniej mrozoodporna, w Polsce bez szkody przetrzymuje mrozy do – 25 °C. Polecana szczególnie dla województw zachodnich, ale może być uprawiana w chłodniejszych rejonach kraju.